# Јован V Цариградски
Патријарх Јован V (грч. Πατριαρχης Ιωαννης Ε) је био патријарх цариградски у периоду од (669-674). у време владавине цара Константина IV Погоната.
Пре него што је избран за патријарха био је презвитер у храму Свете Софије у Цариграду.
На Шестом васељенском сабору 681. године, учење патријарха Јована V је прихваћено као православно и његово име је уписано у црквени диптих.
Православна црква прославља патријарха Јована 18. августа по црквеном календару.